# W3C Markup Validation Service
W3C Markup Validation Service(마크업 유효성 검사 서비스)는 인터넷 사용자가 HTML5 이전 HTML 및 XHTML 문서에서 문서 유형 정의에 대해 올바른 형식의 마크업을 확인할 수 있도록 하는 W3C(월드 와이드 웹 컨소시엄)의 유효성 검사기이다. 마크업 유효성 검사는 웹페이지의 기술적 품질을 보장하는 중요한 단계이다. 그러나 이것이 웹 표준 준수를 완벽하게 측정하는 것은 아니다. W3C 검증은 브라우저 호환성과 사이트 유용성에 중요하지만 검색 엔진 최적화에 어떤 영향을 미치는지는 확인되지 않았다.
HTML5에서는 "Living Standard"를 위해 DTD 사용을 제거했으므로 기존 마크업 검증 서비스는 이러한 형식에 적용되지 않는다. 검증은 대신 W3C에서 제공하는 오픈 소스 "Nu Validator"를 사용하여 수행된다.

## 역사
마크업 유효성 검사 서비스는 제럴드 오스코보이니(Gerald Oskoboiny)의 프로젝트인 The Kinder, Gentler HTML Validator로 시작되었다. 1994년 7월 13일 발표된 댄 콜로니(Dan Connolly)와 마크 게이터(Mark Gaither)가 작성한 최초의 온라인 HTML 유효성 검사기의 보다 직관적인 버전으로 개발되었다.
1997년 9월 오스코보이니는 W3C에서 일하기 시작했고, 1997년 12월 18일 W3C는 그의 작업을 기반으로 W3C HTML 유효성 검사기를 발표했다. 2008년 11월, W3C는 validator.nu HTML5 엔진과 문서가 HTML5를 준수하는지 확인하는 기능을 출시했다.
W3C는 HTML/XHTML 이외의 CSS, XML 스키마, MathML과 같은 웹 기술에 대한 유효성 검사 도구도 제공한다.

## 같이 보기
- HTML 타이디
- 월드 와이드 웹 컨소시엄